# Politique familiale belge

## Mesures de politique familiale belge
- le congé parental